# タシーロ・ティールバッハ
タシーロ・ティールバッハ（ドイツ語: Tassilo Thierbach、1956年5月21日 - 2025年4月19日）は、東ドイツ出身の男性フィギュアスケート選手。1980年レークプラシッドオリンピック、1984年サラエボオリンピックペア東ドイツ代表。1982年世界フィギュアスケート選手権ペアチャンピオン。パートナーはサビーネ・ベース、ロミー・ケルマーなど。

## 経歴
- 1956年カール＝マルクス＝シュタット生まれ。
- 当初、ロミー・ケルマーなど4人とペアを組んだ。
- 1975年よりサビーネ・ベースとペアを組む。
- 1982年世界フィギュアスケート選手権優勝。
- 1982年、1983年ヨーロッパフィギュアスケート選手権優勝。
- 1984年サラエボオリンピック後に引退。後は会社経営者として活躍している。
- 1977年以降はシュタージの非公式の諜報員としても働き、アネット・ペッチとカタリナ・ヴィットの監視役を務めた[1]。
- 2025年4月19日、ケムニッツの病院で癌により68歳で死去[1]。

## 主な戦績
| 大会/年        | 1975-76 | 1976-77 | 1977-78 | 1978-79 | 1979-80 | 1980-81 | 1981-82 | 1982-83 | 1983-84 |
| -------------- | ------- | ------- | ------- | ------- | ------- | ------- | ------- | ------- | ------- |
| オリンピック   |         |         |         |         | 6       |         |         |         | 4       |
| 世界選手権     |         |         | 5       | 3       | 4       | 2       | 1       | 2       | 3       |
| 欧州選手権     |         | 5       | 4       | 3       | 4       |         | 1       | 1       | 2       |
| 東ドイツ選手権 | 3       | 3       | 2       | 1       | 1       |         | 1       | 1       | 1       |

戦績は全てサビーネ・ベースと組んで以降。